# Decma improvisum
Decma improvisum är en insektsart som beskrevs av Andrej Vasiljevitj Gorochov och Kostia 1993. Decma improvisum ingår i släktet Decma och familjen vårtbitare. Inga underarter finns listade i Catalogue of Life.